# Xenija Alexejewna Alopina
Xenija Alexejewna Alopina (russisch Ксения Алексеевна Алопина; bei der FIS nach englischer Transkription Ksenia Alopina; * 30. Mai 1992 in Belorezk, Baschkortostan, Russland) ist eine russische Skirennläuferin. Sie ist auf die technischen Disziplinen Slalom und Riesenslalom spezialisiert.

## Biografie
Xenija Alopina stammt aus Belorezk im südlichen Ural. Mit dem Skifahren begann sie erst im Alter von neun Jahren.
Sie lebt in Moskau.
Mit 15 Jahren bestritt sie in der Heimat ihre ersten FIS-Rennen. Am 27. Januar 2010 gab sie im Slalom von Gressoney ihr Europacup-Debüt und gewann mit einem 27. Platz auf Anhieb Punkte. Bei den Juniorenweltmeisterschaften in der Mont-Blanc-Region kam sie über einen 71. Rang im Riesenslalom nicht hinaus, im Slalom schied sie aus. Bei drei weiteren JWM-Teilnahmen blieb Platz 32 im Slalom von Crans-Montana ihr bestes Ergebnis. Noch ohne Weltcuperfahrung nahm Alopina im Februar 2011 in Garmisch-Partenkirchen erstmals an Weltmeisterschaften teil und schied im ersten Durchgang des Slaloms aus.
Am 15. Januar 2013 debütierte sie im Slalom von Flachau im Weltcup und erreichte wenige Wochen später in Schladming einen 40. WM-Rang. Im Dezember 2013 verpasste sie bei der Universiade in Pozza di Fassa als Slalomvierte nur knapp eine Medaille. Bei den Olympischen Winterspielen von Sotschi belegte sie mit 7,2 Sekunden Rückstand auf Siegerin Mikaela Shiffrin Rang 22. Ab März 2015 ging sie vermehrt auch in Far-East-Cup-Rennen in Russland und Südkorea an den Start, in denen sie bisher mehrere Podestplätze belegte. Am 9. Februar 2016 gewann sie im bulgarischen Pamporowo überraschend ihren ersten Europacup-Slalom. Nach zahlreichen Ausfällen und Nichtqualifikationen gelang ihr am 15. Februar 2016 in Crans-Montana mit Rang 23 die erste Weltcup-Platzierung in den Punkterängen. Im Januar 2017 konnte sie dieses Resultat mit einem 21. Platz am Sljeme übertreffen. Bei der WM in St. Moritz schied sie wie bereits zwei Jahre zuvor in Vail im zweiten Slalom-Durchgang aus.

## Erfolge

### Olympische Winterspiele
- Sotschi 2014: 23. Slalom

### Weltmeisterschaften
- Schladming 2013: 40. Slalom
- Åre 2019: 9. Mannschaftswettbewerb, 33. Slalom

### Weltcup
- 3 Platzierungen unter den besten 30

### Europacup
- 4 Platzierungen unter den besten zehn, davon 1 Sieg:

| Datum             | Ort       | Land      | Disziplin |
| ----------------- | --------- | --------- | --------- |
| 9. Februar 2016 * | Pamporowo | Bulgarien | Slalom    |

* zeitgleich mit Chiara Gmür

### Juniorenweltmeisterschaften
- Mont Blanc 2010: 71. Riesenslalom
- Crans-Montana 2011: 32. Slalom

### Weitere Erfolge
- 2 russische Meistertitel (Slalom 2011, 2016)
- 5 Podestplätze im Far East Cup
- 11 Siege in FIS-Rennen